# Enea (película de 2023)
Enea es una película italiana dirigida por Pietro Castellitto. 
La cinta fue seleccionada para competir por el León de Oro a la mejor película del 80.º Festival de Cine de Venecia.

## Sinopsis
Los protagonistas de la película son los miembros de una familia que vive en uno de los suburbios de Roma y que tiene vínculos con la Mafia.

## Reparto
- Benedetta Porcaroli
- Pietro Castellitto